# Горячевка (Калужская область)
Горячевка — упразднённая деревня в Куйбышевском районе Калужской области России. Располагалась на территории современного Сельского поселения «Деревня Высокое». На момент упразднения входила в состав Мамоновского сельсовета. Исключена из учётных данных в 2003 году.

## Географическое положение
Располагалась на правом берегу ручья Белашовка (в прошлом Малая Бестынь), приблизительно в 1,8 км (по прямой) к юго-востоку от деревни Мамоновка.

## История
Постановлением Законодательного Собрания Калужской области от 24 апреля 2003 г. № 627 населённый пункт исключен из учётных данных.

## Население
Согласно результатам переписи 2002 года в деревне отсутствовало постоянное население.